# Udpura
Udpura è una suddivisione dell'India, classificata come census town, di 8.768 abitanti, situata nel distretto di Kota, nello stato federato del Rajasthan. In base al numero di abitanti la città rientra nella classe V (da 5.000 a 9.999 persone).

## Geografia fisica
La città è situata a 24° 43' 0 N e 75° 58' 0 E e ha un'altitudine di 324 m s.l.m..

## Società

### Evoluzione demografica
Al censimento del 2001 la popolazione di Udpura assommava a 8.768 persone, delle quali 4.706 maschi e 4.062 femmine. I bambini di età inferiore o uguale ai sei anni assommavano a 1.531, dei quali 785 maschi e 746 femmine. Infine, coloro che erano in grado di saper almeno leggere e scrivere erano 5.859, dei quali 3.557 maschi e 2.302 femmine.